# Werktreue
Der Begriff Werktreue beschreibt einerseits die Treue einer Inszenierung bzw. Ausführung gegenüber dem Text, der Komposition oder der Vorlage. Dabei kommt es zu dem Konflikt, dass einerseits dem Wortlaut bzw. Notentext des Originalwerks gefolgt wird, andererseits die Individualität der jeweiligen Darbietung (zum Beispiel die Interpretation) Einfluss hat. 
Weiterhin beschreibt der Begriff Werktreue, beispielsweise bei Peter Raabe, das Verhältnis einer von den Verlagen anfangs oft sehr fehlerhaft vorgelegten Partituredition zu der – definitiv anders vorliegenden oder der als korrekt behaupteten – Originalversion des Autors. Das kann auch winzige Details einer Partitur betreffen, wenn beispielsweise aus dem harmonischen Kontext und aus der stiltypischen Kompositionsästhetik klar ersichtlich ist, dass der Komponist vergessen hat, ein absolut notwendiges Versetzungszeichen zu notieren. Werktreue bedeutet in diesem Falle, den offensichtlichen Fehler des Originals bei der Edition der Partitur zu korrigieren. Dieses breite Begriffsverständnis zur Werktreue war Peter Raabe in seinem Buch Werkgetreues Dirigieren ein besonders Anliegen. 
Manche Darbietungen verfolgen weitestgehend den Anspruch auf Werktreue, während es aber auch solche gibt, die frei vorgetragen werden. Die Intention der Vortragenden – bei Bühnenwerken oder Filmen die des Regisseurs – ist entscheidend, ob sich ein Vortrag eng an das Werk anlehnt oder frei dargeboten wird. Werke, die sich an die Maxime der Werktreue binden, dürfen es also nicht „verfälschen“.
Die Gegner der Werktreuediskussion argumentieren damit, dass sowohl im Fall von Literatur als auch einer Film- oder Theateraufführung nicht von einem abgeschlossenen Werk gesprochen werden dürfe, das als tradierbares Artefakt vorhanden bleibe. Der Fokus richtet sich auf den Rezeptions- und Wahrnehmungsprozess im Moment der Lektüre, der Aufführung oder Vorführung, welcher als ein Ereignis beschrieben wird und kein „hermetisches“ Werk darstelle. In den Kunstwissenschaften und Geisteswissenschaften wurde im Zuge des sogenannten performative turn der 1990er Jahre ein Paradigmenwechsel vollzogen, als man bei der Analyse nicht von einem fertigen Werk ausgeht, sondern von einer Ereignisästhetik.
Wie die Theaterwissenschaft gezeigt hat, erscheint der Begriff der Werktreue insbesondere aus struktursemiotischer Sicht problematisch, da der Schauspieler die Textzeichen dekodiert und als Körperzeichen, Kostümzeichen, paralinguistische Zeichen etc. enkodiert, was gänzlich neue Informationen erzeugt.

## Beispiele von nicht-werktreuen Adaptionen
- Michael Ende war mit der Umsetzung seines Buchs Die unendliche Geschichte als Film (Produktion: Bernd Eichinger, Regie: Wolfgang Petersen) sehr unzufrieden.
- Stephen King kritisierte Stanley Kubricks Umsetzung von Shining und schrieb später selbst das Drehbuch für eine Neuverfilmung.

## Zur Geschichte des Werktreue-Begriffes
- Johann Wolfgang von Goethe und Friedrich Schiller lehnten den Begriff der Werktreue für ihre eigenen Arbeiten am Weimarer Nationaltheater grundsätzlich ab und änderten die Textvorlage fremder Autoren nach persönlichen Vorlieben. 1789 soll Goethe ausdrücklich darauf hingewiesen haben, dass im Theater keineswegs die Literatur, sondern die Aufführung der Gegenstand des Theaters sei.
- Historisch positiv konnotiert wird der Werktreue-Begriff im Hinblick auf die Theaterkultur des späten 19. Jahrhunderts, insofern die Theateraufführungen der Epoche des sogenannten Bürgerlichen Realismus sich den literarischen Vorgaben verpflichtet sahen.
- Der Begriff Werktreue ist ab 1936 im Umfeld von Peter Raabe vielfach nachzuweisen. Die deutsch-nationale Vorstellung der Treue gegenüber dem „hohen Kulturgut deutscher Musik“ spielte dabei eine wesentliche Rolle und so bezeichnete eine Münchener Zeitung eine Aufführung bereits 1933 als „werktreu-deutsch“.[1]